# Listă de funcții matematice
În matematică există unele funcții importante care și-au câștigat un nume de sine stătător. Lista de față cuprinde referințe la articole care explică aceste funcții în detaliu.

## Funcții elementare
- Funcția constantă: are valoare fixă, indiferent de argument.
- Funcția identitate: transformă argumentul în el însuși.
- Funcțiile liniare: au graficul sub forma unei drepte.
- Funcția exponențială: ridică un număr fix la o putere dată de variabilă (reală sau complexă).
- Logaritmul: inversa funcției exponențială; util în rezolvarea ecuațiilor care implică exponențiale.
- Radicalul: produce un număr al cărui pătrat este egal cu argumentul.
- Funcția putere: ridică un număr dat de variabilă la o putere fixă.
- Polinoamele: funcții obținute din combinații de adunări și înmulțiri.
- Valoarea absolută: păstrează neschimbate numerele pozitive, înmulțește numerele negative cu -1 pentru a le face pozitive.
- Funcțiile trigonometrice: sinus, cosinus, tangentă etc.; folosite în geometrie și pentru a descrie fenomene periodice.
- Funcțiile hiperbolice: asemănătoare cu cele trigonometrice.

## Funcții speciale
- Funcția parte întreagă
- Funcția semn
- Funcția gamma
  - Funcția beta
  - Funcția digamma, Funcția poligamma
- Funcția zeta a lui Riemann
  - Funcția eta a lui Dirichlet
- Integrale eliptice
- Funcții eliptice
- Funcții hipergeometrice
- Funcția Legendre
- Funcțiile Bessel
- Funcția Lommel

## Diverse
- Funcția lui Ackermann
- Funcția delta a lui Dirac
- Treapta unitate Heaviside
- Funcția lui Dirichlet: discontinuă în orice punct;
- Funcția lui Weierstrass: continuă, nediferențiabilă